# Audur
Adur o Audur fou el nom d'una comunitat que dirigia com a kavalgars alguns pobles del districte de Nellore a la presidència de Madras, Índia, durant el període britànic.
Els caps adur gaudien del privilegi d'homes kavalgars, és a dir antics líders de grups de bandits, amb certs drets policials i de control sobre alguns llogarets i pobles, a canvi d'abstenir-se de fer depredacions. Estaven subordinats al poligars, que responien dels kavalgars davant el govern britànic, dins els límits de la seva jurisdicció.